# Corvus (banda)
Corvus es una banda uruguaya de Punk Rock formada en 1987 en la ciudad de Rivera. El cantante y bajista Richard Bértiz es el miembro más antiguo de la banda si bien no estuvo en su origen. El grupo ha pasado por diversas variaciones de sus integrantes sin lograr alcanzar sellos discográficos de la industria o independientes, debiendo editar sus propios trabajos discográficos. Si bien durante su trayectoria no ha superado un parcial reconocimiento local principalmente por ser reconocida como la banda de rock más antigua de la ciudad, ha logrado ser una banda telonera de algunos grupos con cierto reconocimiento nacional que visitaron el departamento de Rivera y en algún caso la ciudad de Tacuarembó, capital del departamento homónimo limítrofe con el departamento de Rivera

## Discografía
- Ahora va como salga
- ¡Qué lástima!
- Yuyo malo nunca muere
- Cuatro